# Janez Plečnik
Janez Plečnik, slovenski zdravnik patolog in anatom, * 3. junij 1875, Ljubljana, † 5. december 1940, Ljubljana.

## Življenje in delo
Janez Plečnik, mlajši brat arhitekta Jožeta Plečnika je ljudsko šolo in gimnazijo končal v Ljubljani. Študij medicine z doktoratom pa je končal leta 1899 na Dunaju, kjer se je tudi specializiral iz patologije in sodeloval pri odkrivanju krvnih skupin, bil nekaj časa na prosekturi (prosektura=razteleševalnica v bolnišnici) v Černovicah  (Češka), v marcu 1905 je postal sodni izvedenec in jetniški zdravnik v Ljubljani ter bil od oktobra 1917 prosektor patoantom v ljubljanski deželni bolnišnici. Ob ustanovitvi ljubljanske univerze je bil 31. avgusta 1919 imenovan za izrednega in 27. januarja 1920 za rednega profesorja patologije. Predaval je anatomijo in bil hkrati prosektor (prosektor=tisti ki secira trupla). Plečnik je bil ena ključnih osebnosti pri ustanovitvi takrat še nepopolne Medicinske fakultete v Ljubljani, bil je trikrat njen dekan (1922/1923, 1932/1933 in 1938/1939) in večkrat prodekan, pomembna pa so tudi njegova prizadevanja za gradnjo nove stavbe Anatomskega inštituta. Na ljubljanski Pravni fakulteti je predaval sodno medicino. Plečnik je posvetil veliko skrb slovenskemu anatomskemu izrazju, ki ga je bilo treba za zdravniško rabo šele uvesti. Sistematično je zbiral ljudske izraze za označevanje organov in telesnih delov, veliko pa jih je poimenoval tudi sam. Del njegove kartoteke z 1.500 gesli je ohranjen v rokopisu. Njegova jezikovna prizadevanja so vidna v Kratkem repititorju anatomije I-IV (1924-1925), ki je sicer prevod iz nemškega priročnika, odlikuje pa ga izvirno slovensko besedišče. Plečnik je bil odličen učitelj in velik prijatelj akademske mladine. Ljubil je naravo in glasbo ter tudi sam dobro igral na klavir. 
Njegovo izvirno znanstveno delo je bilo raziskovanje strukture nadledvične žleze. V mednarodnem strokovnem delu se je uveljavil z modifikacijo pri vlaganju mikroskopskih preparatov v parafin (tatraklorogljika kot vmesnega sredstva). V mesečniku Mladika je v letih 1927–1934 skoraj v vsaki številki objavljal poljudne članke iz anatomije in fiziologije. To so bila duhovita in življenjsko modra kramljanja strokovnjaka, ki je imel znanje polihistorja, srce pravega človekoljuba, velike življenjske izkušnje in izredno tenak čut za bogastvo materinega jezika in lastnosti ljudske govorice.
Medicinska fakulteta v Ljubljani prireja od leta 1970 strokovne in znanstvene sestanke s področja klinične patologije, imenovane po njem Plečnikov memorial.